# هوارد ي. تشانغ
هوارد ي. تشانغ (بالإنجليزية: Howard Y. Chang) هو طبيب أمريكي، ولد في 11 يناير عام 1972 في تايبيه في تايوان. حصل على جائزة الملك فيصل للعلوم عام 2024م.

## التعليم
- حصل على درجة الدكتوراه في الطب من كلية الطب في جامعة هارفارد عام 2000م.
- حصل على درجة الدكتوراه في علم الأحياء من معهد ماساتشوستس للتكنولوجيا عام 1998م.
- حصل على البكالوريوس من كلية هارفارد عام 1994م.[7]

## العمل
- انضم إلى هيئة التدريس في جامعة ستانفورد عام 2004م.
- أستاذ كرسي فرجينيا ودانيال كيث لودفيج لأبحاث السرطان في جامعة ستانفورد.
- مدير مركز الأنظمة الديناميكية الشخصية بجامعة ستانفورد.
- باحث في معهد هوارد هيوز الطبي.[7]

## الإنجازات
- كشفت أبحاثه عن معلومات غير معروفة وعن منطق الجينوم غير المشفر، والذي يشكل 98 بالمائة من الحمض النووي البشري.
- اكتشف فئة جديدة من الجينات تسمى الاحماض النووية الطويلة غير المشفرة RNAs.
- اخترع مقايسة للكروماتين الذي يمكن الوصول إليه مع تسلسل الإنتاجية العالية ((ATAC-seq وطرقا جديدة متعددة لتحديد العناصر التنظيمية للحمض النووي على مستوى الجينوم وفي الخلايا المفردة.[7]

## الجوائز
- جائزة الأكاديمية الوطنية الأمريكية للعلوم في مجال البيولوجيا الجزيئية.
- جائزة الباحث المتميز من المعهد الوطني للسرطان.
- جائزة بول ماركس لأبحاث السرطان.
- جائزة جودسون دالاند من الجمعية الأمريكية للفلسفة.
- جائزة فيلسيك للإبداع الواعد.[7]
- جائزة الملك فيصل العالمية في العلوم عام 2024م.[8]